# .cc
.cc (Ilhas Cocos) é o código TLD (ccTLD) na Internet para as Ilhas Cocos, um território da Austrália. Muitas pessoas usam e associam esse dominio também a Creative Commons, como por exemplo o site do Fiat Mio.